# Дудник, Сергей Иванович
Серге́й Ива́нович Ду́дник (1955, Макеевка, Сталинская область, УССР, СССР — 30 января 2021, Санкт-Петербург, Россия) — советский и российский философ

. Доктор философских наук (2002), директор Института философии СПбГУ (2014—2021), вице-президент Российского философского общества, председатель Санкт-Петербургского философского общества, почётный работник высшего профессионального образования Российской Федерации (2003), заместитель председателя Экспертного совета при Комитете по межнациональным отношениям и реализации миграционной политики в Санкт-Петербурге.

## Биография
Родился в 1955 году в городе Макеевка Донецкой области УССР СССР, служил в Вооружённых силах СССР.
В 1977—1982 годах обучался на философском факультете Ленинградского государственного университета имени А. А. Жданова и окончил его по специальности «Философия».
В 1985 году начал работать в ЛГУ им. А. А. Жданова (с января 1989 года — ЛГУ, с 1991-го — СПбГУ). В 1985—1991 годах — ассистент, а в 1991—1993-м — старший преподаватель кафедры исторического материализма; в 1991—2010 годах — заместитель декана философского факультета; в 1993—2003-х — доцент, в 2003—2014-х — профессор, а в 2008—2014-х — заведующий кафедры истории философии; в 2010—2014-х — декан философского факультета, а в 2014—2021 годах — директор Института философии.
На посту директора Дудник проявил свои организаторские способности, проведя множество реформ в институте. По его инициативе были открыты новые кафедры и разработаны новые программы бакалавриата и магистратуры. Он был инициатором проведения международного научно-культурного форума «Дни философии в Санкт-Петербурге», благодаря его усилиям вышли в свет первые номера многих философских изданий, например, «Серия 17. Философия и конфликтология» (ныне — «Серия 17. Философия. Конфликтология. Культурология. Религиоведение») «Вестника Санкт-Петербургского университета».
В 1988 году получил степень кандидата философских наук, защитив диссертацию на тему «К. Маркс о власти как общественном отношении», а в 2002-м — степень доктора философских наук, защитив диссертацию на тему «Философия как самосознание культуры (к генезису культурологических идеологем XX века)» (официальные оппоненты В. Д. Губин, Л. К. Круглова и Я. А. Слинин).
В 2003 году получил звание «Почётный работник высшего профессионального образования Российской Федерации».
Участвовал в совместной с философским факультетом Московского государственного университета имени М. В. Ломоносова подготовке сборника «Философия. История философии», изданного в 2020 году, положившему начало серии ежегодников, посвящённых комплексному анализу актуальных проблем историко-философских исследований, национальной специфики философии, диалектики универсального и национального в русской философии.
Скончался 30 января 2021 года в Санкт-Петербурге. Написали некрологи или выразили свои соболезнования многие организации, в том числе Санкт-Петербургский государственный университет и, в частности, Институт философии; Российское философское общество; Институт философии и права Новосибирского государственного университета; Философский факультет Московского государственного университета имени М. В. Ломоносова; Институт философии Российской академии наук; Институт социально-философских наук и массовых коммуникаций Казанского (Приволжского) федерального университета; Российский университет дружбы народов; Еврейский университет в Иерусалиме; Воронежский государственный университет; Комитет по науке и высшей школе Правительства Санкт-Петербурга; а также доктор политических наук, профессор, заведующий кафедрой конфликтологии СПбГУ Александр Иванович Стребков.

## Научная деятельность
Круг научных интересов Дудника был достаточно многообразен — история философии, социальная философия, философия культуры, политическая философия, философия права, конфликтология. Он глубоко и всесторонне исследовал историческое развитие идей марксизма.
Является автором нескольких патентов и 95 научных публикаций, среди которых множество опубликованы Санкт-Петербургским философским обществом, однако наиболее важными являются:
- Дудник, С. И., Солонин, Ю. Н. Парадигмы исторического мышления XX века (очерки по современной философии культуры). — СПб.: ФГБОУ ВО «СПбГУ», 2001;
- Дудник, С. И. «Философия права» в советском и западном марксизме // Вестник Санкт-Петербургского государственного университета: серия 6. Философия. Культурология. Политология. Право. Международные отношения. — СПб.: ФГБОУ ВО «СПбГУ», 2013. — № 2. — С. 3—10. — ISSN 18129323 Архивная копия от 5 декабря 2021 на Wayback Machine;
- Дудник, С. И. Социально-политический идеал в русской философии второй половины XIX века // Философия российской государственности: история и современность : в 2 т. — Т. 1. — СПб., 2013. — С. 5—21;
- Дудник, С. И. Маркс против СССР. Критические интерпретации советского исторического опыта в неомарксизме. — СПб.: ФГУП «Изд-во „Наука“», 2013. — 304 с.

## Награды
- Медаль «В память 300-летия Санкт-Петербурга»[1];
- Почётное звание «Почётный работник высшего профессионального образования Российской Федерации» (2003)[1][2][3].